# Лещава-Долішня
Лещава-Долішня (пол. Leszczawa Dolna) — село в Польщі, у гміні Бірча Перемишльського повіту Підкарпатського воєводства.
Населення — 644 особи (2011).
Через місцевість протікає невелика річка Ступниця, притока Сяну.
В селі знаходиться парафіяльний костел святого Івана Хрестителя.

## Географія
Село розташоване на відстані 5 кілометрів на південний захід від центру гміни села Бірчі, 28 кілометрів на південний захід від центру повіту міста Перемишля і 53 кілометри на південний схід від столиці воєводства — міста Ряшіва.

## Історія
В XI-XIII століттях на цих землях існувало Перемишльське руське князівство зі столицею в Перемишлі, яке входило до складу Галицького князівства, а пізніше Галицько-Волинського князівства.
Після захоплення цих земель Польщею територія в 1340–1772 роках входила до складу Сяноцької землі Руського воєводства Королівства Польського.
Село Ліщава-Горішня засноване в 15 столітті на волоському праві. Належало до власності Гумницьких (пол. Humnickich) гербу Гоздава (пол. Gozdawa) аж до поділу Речі Посполитої.
Вже в 1507 році тут існувала українська православна парафія.
Згідно з переписом 1510 року мешканці села сплачували податок за 8 ланів, млин, корчму, священика й 50 овець.
В 1596 році на соборі Української православної церкви проголошена Берестейська унія, після якої українські митрополії та окремі парафії почали поступово переходити на уніатство, тобто на союз з католицькою церквою, за умови збереження православного (інакше візантійського, грецького, або східного) обряду та стародавніх прав церкви. Так утворилася Українська греко-католицька церква.
Починаючи з 1732 року поляками заснована парафія римо-католицька.
В 1743 році збудовано дерев'яний костел святого Івана Хрестителя. Новий, мурований, почав будувати в 1932 році Анджей Частка (пол. Andrzej Cząstka). Пізніше будівництво було припинено й костел добудовано аж по закінченні Другої світової війни.
В 1772 році внаслідок першого поділу Польщі село Ліщава-Долішня відійшло до імперії Габсбургів.
В 1776 році, майже одночасно з Церквою святого Михаїла Архангела в Ліщаві-Горішній, у селі коштом родини Гумницьких (пол. Humnickich) збудовано дерев'яну церкву святого Михаїла Архангела.
В 1904 році на місці старої церкви збудовано нову дерев'яну філіальну греко-католицьку церкву святого Михаїла Архангела, що належала до парафії в Ліщаві-Горішній. Біля 1960 року церкву розібрано й на тому місці побудовано школу.
Після розпаду Австро-Угорщини і утворення Другої Речі Посполитої це переважно населене українцями село Надсяння, як й інші етнічні українські території (Лемківщина, Підляшшя, Сокальщина, Равщина і Холмщина), опинилося по польському боці розмежування, що було закріплено в Ризькому мирному договорі 1921 року. Село входило до ґміни Бірча Добромильського повіту Львівського воєводства.
Дані за 1926 та 1938 роки показують, що в цей час в селі проживало 730 та 732 греко-католики відповідно. Тому з великою ймовірністю можна припустити, що й у 1929 році ця кількість була приблизно такою ж. А загальна кількість мешканців у Ліщаві-Долішній у 1929 році становила 1067 мешканців. Вірними греко-католицької церкви, які в цілому в державі становили меншість, були виключно українці, серед них, зокрема, й лемки. Більше того, частина українців під владним, економічним, мовним і релігйним тиском більшості поступово асимілювались та переходила до римо-католицизму, тобто релігійної конфесії польської більшості населення та панівної верхівки краю, а ось зворотній процес з тих же причин не відбувався. На 1.01.1939 в селі було 1370 жителів, з них 720 українців-грекокатоликів, 580 українців-римокатоликів, 40 поляків, 30 євреїв
Після нападу 1 вересня 1939 року Третього Рейху на Польщу й початку Другої світової війни та вторгнення СРСР до Польщі 17 вересня 1939 року Ліщава-Долішня, що знаходиться на правому, східному березі Сяну, разом з іншими навколишніми селами відійшла до СРСР і ввійшла до складу Бірчанського району (районний центр — Бірча) утвореної 27 листопада 1939 року Дрогобицької області УРСР (обласний центр — місто Дрогобич).
З початком німецько-радянської війни село вже в перший тиждень було зайняте військами вермахту.
В кінці липня 1944 року село було зайняте Червоною Армією.
13 серпня розпочато мобілізацію українського населення Дрогобицької області до Червоної Армії (облвоєнком — підполковник Карличев).
Недалеко від цієї місцевості біля села Лещава-Горішня 28 жовтня 1944 року УПА провела найбільшу на теренах Польщі битву з радянськими військами НКВС.
В березні 1945 року Ліщава-Долішня, як і весь Бірчанський район з районним центром Бірча, Ліськівський район з районним центром Лісько та західна частина Перемишльського району включно з містом Перемишль зі складу Дрогобицької області передано Польщі.
Москва підписала й 16 серпня 1945 року опублікувала офіційно договір з Польщею про встановлення лінії Керзона українсько-польським кордоном та, незважаючи на бажання українців залишитись на рідній землі, про передбачене «добровільне» виселення приблизно одного мільйона українців з «Закерзоння», тобто Підляшшя, Холмщини, Надсяння і Лемківщини.,
Розпочалося виселення українців з рідної землі. Проводячи депортацію, уряд Польщі, як і уряд СРСР, керувалися Угодою між цими державами, підписаною в Любліні 9 вересня 1944 року, але, незважаючи на текст угоди, у якому наголошувалось, що «Евакуації підлягають лише ті з перелічених (…) осіб, які виявили своє бажання евакуюватися і щодо прийняття яких є згода Уряду Української РСР і Польського Комітету Національного Визволення. Евакуація є добровільною і тому примус не може бути застосований ні прямо, ні посередньо. Бажання евакуйованих може бути висловлено як усно, так і подано на письмі.», виселення було примусовим і з застосуванням військових підрозділів.
Українська Повстанська Армія намагалась захистити мирне українське населення від примусової депортації польською армією та не дати польській владі заселювати звільнені господарства поляками.
Українське населення села, якому вдалося уникнути депортації до СРСР, попало в 1947 році під етнічну чистку під час проведення Операції «Вісла» і було виселено на ті території у західній та північній частині польської держави, що до 1945 належали Німеччині.
У 1975-1998 роках село належало до Перемишльського воєводства.

## Населення
Демографічна структура станом на 31 березня 2011 року:
|          | Загалом | Допрацездатний вік | Працездатний вік | Постпрацездатний вік |
| -------- | ------- | ------------------ | ---------------- | -------------------- |
| Чоловіки | 326     | 72                 | 221              | 33                   |
| Жінки    | 318     | 74                 | 185              | 59                   |
| Разом    | 644     | 146                | 406              | 92                   |

- 1785 — 356 греко-католиків, 180 римо-католиків, 10 євреїв
- 1840 — 413 греко-католиків
- 1859 — 430 греко-католиків
- 1879 — 503 греко-католики
- 1899 — 681 греко-католик
- 1926 — 730 греко-католиків
- 1929 — 1067 мешканців
- 1938 — 732 греко-католики (нема даних про вірних інших конфесій)
- 2006 — 657 осіб

## Відомі люди
- Янківський Григорій-«Ластівка» — командир сотні УПА «Ударники-7». Загинув поблизу села.